# Легенда про Корру
«Авата́р: Леге́нда про Ко́рру» (англ. The Legend of Korra) — американський мультсеріал, створений Майклом Данте ДіМартіно і Браяном Конецько, продовження мультсеріалу «Аватар: Останній захисник».
Події серіалу відбуваються у вигаданому світі, де певні представники чотирьох народів можуть керувати стихіями води, вогню, землі та повітря. Тільки Аватар, підтримуючи баланс між чотирма народами, може володіти силою всіх чотирьох стихій. Це Корра, наступне втілення Аватара після Аанга з попереднього мультсеріалу.
Серіал запозичує елементи східноазійської, південноазійської та західної культури з використанням елементів стилів аніме, створюючи суміш із зазвичай поділюваних категорій традиційних мультфільмів США.

## Створення
Інтерв'ю з творцями Аватара (Майкл Данте ДіМартіно і Браян Конецько). Браян: Коли Майк і я створили Аватара, ми завжди знали, що у нього буде кінець, кінець саме цієї історії. Але в міру того, як серіал почав набирати обертів і зібрав глядачів по всьому світу, ми зрозуміли, що хочемо ми того чи ні, але незабаром канал Nickelodeon замовить нові серії. Коли так і сталося, ми придумали ідею з тим, щоб перескочити через якийсь час і розповісти історію про наступного Аватара — Корру. Компанія Nickelodeon запустила новий проект під назвою «Аватар: Легенда про Корру» і почала підбирати персонал в травні 2010 року. Але офіційне підтвердження було зроблено тільки в червні 2010 року, перед виходом в прокат фільму «Останній володар стихій». Під час виставки Comic-Con 2010 компанія випустила офіційний прес-реліз, де оголосила, що новий мультсеріал буде розрахований на більш дорослу аудиторію, ніж «Аватар: Легенда про Аанга». Там же було сказано, що «Аватар: Легенда про Корру» — це мінісеріал, що складається з 12 серій.
8 березня 2011 творці серіалу Майкл Данте ДіМартіно і Браян Конецько дали інтерв'ю газеті The Wall Street Journal [3] де вони докладно розповіли про персонажа Корру і змінений за 70 років світ Аватара, а також про те, що серіал буде складатися з 26 серій, а не з 12, як очікувалося раніше. У тому ж інтерв'ю Майкл Данте ДіМартіно заявив, що для перших 12 серій вже повністю завершено озвучування, вони віддані художникам-аніматорам, а наступні 14 серій, як було сказано, в процесі створення.
Наприкінці липня 2011 року, а саме з 21 по 24 липня, на виставці Comic-Con 2011 публіці був представлений хвилинний трейлер мультсеріалу, були розкриті ряд сюжетних подробиць і обличчя багатьох персонажів мультсеріалу «Аватар: Легенда про Корру». Також на виставці було розказано, що замість 26 серій шанувальники мультсеріалу побачать два міні-сезони по 12 і 14 серій відповідно.
Для того, щоб уникнути повторення пригод Аватара Аанга, творці зосередили місце дій в одному місці під назвою Республіканське місто — це мегаполіс в стилі дизельпанк, де разом живуть люди всіх народів і націй, маги і прості жителі. Ідея концептуального міста взята з міст: Шанхая в 1920-х і 1930-х років, Гонконгу, Мангеттена і Ванкувера. Остаточний вигляд персонажа Корри, інших героїв і перший офіційний трейлер [4] були показані на виставці San Diego Comic-Con International 23 і 24 липня в 2011 році, також там був вперше показаний звір-хранитель Корри — полярна собака-ведмідь на ім'я Нага. 14 квітня 2012 відбулася прем'єра на каналі Nickelodeon (1 сезон). Прем'єра 2 сезону відбулася 13 вересня 2013; прем'єра 3 сезону — 27 червня 2014 року, його фінальні дві серії показані 22 серпня 2014. Прем'єра 4 сезону відбулася 3 жовтня 2014 року.

## Сюжет

### Передісторія
Дії серіалу розгортаються в Республіканському місті, що було засноване 70 років тому Аватаром Аангом і Лордом вогню Зуко після закінчення столітньої війни, фінальні події якої були показані в мультсеріалі «Аватар: Останній захисник». Воно було задумане як місто, в якому люди, що володіють магією, і звичайні люди всіх чотирьох народів могли б жити в гармонії та світі. Але згодом у ньому з'явилися різні проблеми, з якими стикається новий Аватар — сімнадцятирічна дівчина з Південного Племені Води на ім'я Корра.

### Сезон 1 («Книга перша: Повітря»)
Корра оволоділа магією води, землі і вогню; тепер її завдання — навчитися володінню останнім елементом — повітрям. У цьому їй зможе допомогти Тензин — син Аанга та Катари. Коррі і її новим друзям заважатимуть різні кримінальні банди. Крім того, вони зустрічають угруповання людей, що ненавидять магів і володіють блокуванням енергії ци, що позбавляє людей магії. На чолі цієї групи стоїть таємничий чоловік на ім'я Амон.
Прем'єра першого сезону в Україні відбулася на телеканалі QTV
- Прем'єра:

18 березня
2013 рік
- Фінал:

22 березня
2013 рік

### Сезон 2 («Книга друга: Духи»)
Через шість місяців після революції Зрівнювачів, Корра, що оволоділа всіма чотирма стихіями, магією енергії та станом Аватара, повинна дізнатися більше про світ Духів. Для цього вона відмовляється від свого вчителя Тензина й звертається за допомогою до свого дядька Уналака — вождя Північного Племені Води. Однак в Уналака є свої плани на Аватара, і незабаром Корра виявляється втягнутою у війну Племен Води і велике протистояння світла та темряви.
Прем'єра другого сезону в Україні відбулася на телеканалі QTV
- Прем'єра:

18 жовтня
2014 рік
- Фінал:

18 жовтня
2014 рік

### Сезон 3 («Книга третя: Зміни»)
Наприкінці Книги 2 Корра вирішує відкрити портали духів, і через це в світі відбуваються великі зміни: його населяють духи, а окремі немаги набувають здатність до магії повітря. Корра і Тензин шукають нових магів повітря по всьому світу, відроджуючи вимерлий народ. Але здібності до магії знайшов і Захір, який колись намагався викрасти Корру. Вона змушена переховуватися від цього загадкового чоловіка і трьох його друзів, щоб не стати знаряддям досягнення їх ворожих світу цілей. Тим часом Королева Царства Землі хоче підкорити собі нових магів Повітря, щоб створити армію.
Прем'єра третього сезону в Україні відбулася на телеканалі QTV
- Прем'єра:

13 травня
2015 рік
- Фінал:

17 травня
2015 рік

### Сезон 4 («Книга четверта: Баланс»)
У фіналі третьої книги, заради спасіння світу, Аватар Корра здолала Захіра, але ця перемога дісталася їй великою ціною. Зламана, вона готується почати нову подорож у пошуках самопізнання та виживання у світі, де сильні нападають на слабких. Коли ж з'являється агресивна військова сила на чолі з владолюбною Кувірою та доля царства Землі висить на волосинці, тільки Аватар може все виправити.
Прем'єра четвертого сезону в Україні відбулася на телеканалі QTV
- Прем'єра:

24 січня
2016 рік
- Фінал:

28 січня
2016 рік

## Персонажі
- Корра —17-21 вік.маг води з Південного Племені. Вона — нове втілення Аватара після Аанга. Сильна (у тому числі й фізично), впевнена в собі та має запальний характер. Завжди намагається подолати перешкоду, а не уникати її. У неї є полярний собака-ведмідь Нага. Після розкриття істинної особистості Амона була позбавлена ним усієї своєї магії, крім магії повітря. Після перемоги над Амоном до неї прийшов дух Аанга — попереднього втілення Аватара — повернув їй сили і навчив Магії Енергії, після чого Корра відновила здатності всіх магів, хто постраждав від рук Амона.  У Другому сезоні подолала свого дядько Унолака який перетворився на духа щоб знизити її стан аватара. У третьому сезоні оволоділа магією  металу відродила магів повітря  та була отруєння командою Захіром. У четвертому сезоні після трьох років хвороби вирізає волосся і йде рятувати Царство Землі від Кувіри і відкриває останній портал духів .В першому сезоні зустрічається з Мако. В кінці 4 сезону зустрічається з Асамі.
- Мако — 18-22 вік.маг вогню і блискавки, старший брат Боліна. Один з найкращих гравців «Арени боїв», капітан команди «Вогненні тхори». Його батьків Наокі і Сана  убили, коли Мако було 8, і з цього часу йому і його братові доводилося поневірятися по вулиці, поки його не зустрів колишній учасник боїв на ім'я Тоза. Той помітив дивовижні здібності двох братів, коли вони билися на вулиці, і запропонував їм жити на горищі «Арени», роблячи різну роботу. Дуже турбується про свого брата Боліна. У першому сезоні закохується у Асамі і зустрічається разом  доки вона не дізнається  від свого брата про поцілунок з Корою припиняє з ним стосунки . Коли Кору вкрав Тарлок Мако прокинулись почуття до неї і він зізнався йї у Кінці сезону і вони цілуются. У другому сезоні вони сваряться і він рве з неї стосунки . Пізніше Асамі дізналася що Мако більше не стосунках з Корою цілує його і вони знову закрутили роман , поки не приїхала Кора яка втратила пам'ять забуває про розлучення цілує його при всіх та він йї бреше що вони просто посварились при Асамі  яка обурилась. У кінці цього сезону він все таки зізнається Корі що вони розлучились і Вона не пробачає його і останніх двох сезонів він не зустрічається не з ким.
- Болін — 16-20 вік.маг землі та лави. На відміну від свого брата Мако, має веселий характер. Дуже емоційний, навіть в небезпечній ситуації знаходить час для жартів. У нього є вогненний тхір на ім'я Пабу, Болін навчив його різним трюкам. Болін дуже довірливий. У другій книзі він зустрічає двоюрідних сестру і брата Корри. Вони маги води, їх батько — Уналак, брат батька Корри. Болін починає зустрічатися з Ескою, про що згодом серйозно шкодує і весь сезон намагається порвати з нею, але, мабуть, в 14 серії 2 сезону він почав відчувати до неї почуття. В кінці цієї ж серії вони розлучилися з ініціативи Ески. У третьому і четвертому сезонах зустрічається з Опал. Пабу — вогненний тхір Боліна, має схожість з малою пандою. Болін знайшов його на вулиці, коли той намагався роздобути їжу. Прекрасно знає мову жестів Боліна, завдяки чому не раз рятує команду Аватара. Болін навчив його кільком трюкам.Так же Болін знявся у фільмі Варіка з акторкою на ім'я Джинжер  яку був закохан та врятував презедента від ньго .але у останні сезони вони стають кращими друзями і працюють на Кувіру, та Болін стає свідком на його весіллі.
- Асамі Сато — 18-22 вік. дочка Хіроші Сато, автогонщиця. Втратила у шість років мати Ясуко. Незважаючи на життя в розкоші, за характером Асамі жорстка, самостійна і вперта людина. Володіє навичками самооборони і є великим шанувальником турнірів магів. Закохана в Мако і зустрічається з ним у першому і другому сезоні, у четветому зустрічається з Коррою. Асамі відхилила пропозицію свого батька стати зрівнювачем і приєдналася до команди Аватара.
- Тензин — 51-55 вік маг повітря, молодший син з трьох дітей Аанга та Катари. Служив у консульстві Республіки і є представником Повітряних Кочівників. До роботи ставиться з усією серйозністю. Старанно працює задля захисту культури і вчень свого народу. Одружений з Пемою, має чотирьох дітей. Старша дочка Тензина — Джинора — провідниця у світ духів, розумна і відважна, доглядає за своїми двома братами і сестрою. Тензин пишається нею, як найвідповідальнішою зі своїх дітей. Після того, як рада розпалася, Тензин більше не працює на Республіканське місто. У другому сезоні Кора перестає його слухатись  та він проводить зі своєї родиною Бумі і Каєю . Які його дістають  . Потім вони разом шукають Джинору . У третьому сезоні Бумі стає магом повітрям  і він разом з командою аватар шукають нових магів повітря .  Та дізнається що Захір втік з в'язниці ставши магом повітря якого він зупинив разом з дядьком Соко Зуко і батько Кори . у кінці сезону він зробив Джинору вчителем магом повітрям . У кінці серіалу похвалив Кору  за її вчинки , потім його виганяє Асамі.
- Лін Бей Фонг — 50-54 вік.донька Тоф, маг землі, шеф поліції Республіканського міста. Для упіймання злочинців поліція використовує магію металу. Раніше зустрічалася з Тензином. Після їх розриву почала сильно недолюблювати Тензина та Корру, але пізніше змінює своє ставлення і намагається всіма силами їм допомогти. Йде у відставку, тому що збирається зловити Амона своїм способом, який, за її словами, суперечить законам. Рятуючи родину Тензина, була захоплена і позбавлена магії Амоном. Але в кінці сезону Аватар Корра за допомогою магії енергії повернула їй здібності. У другому сезоні бере Мако копом та завдяки Варику  він потрапляє у її в'язницю але потім Лін дізнається і відпускає Мако та бере знову на роботу. У третьому сезоні зустрічає свою Сестру і племінників .з якої посварились у молодому жити і зробила її шрам але вона влаштувала бійку та пробачила її. У останньому сезону з  Боліном  сестрою племінницею зустрічає мати Тоф . Та вони розмовляють у розмову втрутився Болін спитавши хто її батько на що Лін з обуренням відреагувала що її мати приховувала хто її мати .Разом з командою аватаром затримали Квіру .
- Нага Собака ведмідь улюблена тваринка Кори  , яку вона знайшла у дитинстві на південному полюсі .Кора їздить на неї з друзями та рятує її та її друзів у біді
- Пабу .  Вогняний Тхір улюбленець Боліна дуже любить балакати з ним .
- Угі летучий безон Тензіна.
- Бумі — старший син Аанга і Катари. Генерал Об'єднаної армії. У 2 сезоні пішов у відставку. Має вельми ексцентричний характер, схожий на характер Царя Бумі. У третьому сезоні, завдяки Гармонійному Зближенню, стає магом повітря.
- Кая — дочка Аанга і Катари, старша сестра Тензина та молодша сестра Бумі. Маг води.
- Сена   мати Аватара Кори. Дуже любить свого чоловіка та доньку Кору .
- Тонрак — чоловік Сени і батько Аватара Корри. Старший брат Уналака. У Південному Племені Води, куди Тонрак був вигнаний з Північного полюса, його поважають як сильного воїна і лідера. Наприкінці 2 сезону був призначений вождем Південного Племені Води.
- Пема — 35-39 вік .дружина Тензина, мати Джинори, Ікік, Міло і Рохана. Єдина в їхній родині не маг. У першому сезоні вагітна у народила хлопчика. У молодості була закохана у свого майбутнього чоловіка зізнавшись  йому та розізлила його коханку Лін Бейфонг на що ледве її не посадила у в'язницю.
- Джинора —10-14 вік. маг повітря, старша дочка Тензина. Завжди в курсі нової літератури та творів у Республіканському місті, читає книги майже весь свій вільний час. Джинора володіє унікальними духовними здібностями. Вона здатна бачити духів тоді, коли вони ховаються від очей інших людей. Також Джинора є першою, хто увійшов у світ Духів в такому юному віці. У неї сильний духовний зв'язок з Коррою і новим магом повітря Каєм. Вона вміє знаходити їх по цьому зв'язку, відокремлюючи свій дух від тіла і посилаючи його туди, де вони знаходяться. Наприкінці 3 сезону стала майстром магії повітря. Закохана у хлопця із королівства Землі який став магом повітря у Кая.
- Іккі — 7-11 вік.молодша сестра Джинори і друга дочка Тензина. Також маг повітря. На відміну від Джинори, дуже балакуча і нерідко видає чужі секрети привселюдно, розмовляючи при цьому зі страшною швидкістю.
- Міло — 5-9 вік .перший син Тензина. Міло — маг повітря, так само, як і його сестри. Любить бешкетувати, чим немало докучає своїм батькам.
- Рохан Молодший син Тензіна і Пеми народився у 10 серії першого сезону . За словами Катари він у майбутньому маг повітря.
- Амон — 40 років .був лідером організації антимагів «Зрівнювачі» (англ. Equalists). Як головну зброю вони використовували техніку Тай Лі — блокування ци. Може позбавляти магів їх сил. За його словами, цю силу передав йому якийсь дух після того, як маг вогню убив його сім'ю і спотворив його обличчя шрамами. Однак, як з'ясувалося в подальшому, брехав про своє минуле: його звуть Ноатак. Він брат Тарлока. Їх батьком був злочинець-втікач Якон, який навчив своїх синів магії крові та направляв їх на шлях відплати Аватару за те, що він забрав сили Якона. Був розкритий своїм братом і, після цього, разом з ним, відправився за новим життям, але Тарлок підірвав себе разом із братом.
- Уналак — майстер магії води і вождь Північного і Південного Племен Води. Є молодшим братом Тонрака, батьком Десни та Ески та дядьком Аватара Корри. Будучи духовною людиною і широко обізнаним у пізнанні Світу Духів, став духовним наставником Корри. Уналак володіє надзвичайно сильним зв'язком зі світом духів, у невідомий період часу він став поплічником темного духу — Вату. Твердо вірить в старі вірування Племені Води і дотримується консервативних і фундаментальних поглядів щодо шанування духів. Завдяки своєму зв'язку зі світом духів, він завжди вважав, що краще підходить для правління Північним і Південним племенами Води, ніж його старший брат. Але під маскою добродія ховається жорстока, цілеспрямована і брехлива людина, якій байдужа доля інших людей, навіть власного брата та дітей. Уналаку не важливо, що з ними станеться, його лише цікавить досягнення власної мети. Ще будучи підлітком, став членом таємної організації «Орден Червоного Лотоса», яка планувала відновити в світі «істинний порядок», тобто хаос — звільнити духа тьми Вату і вбити всіх світових лідерів. Після злиття з Вату був убитий Корою.
- Захір — небезпечний злочинець, член ордену Червоного Лотоса, раніше немаг, в результаті Гармонійного Зближення став магом повітря і, використовуючи ці здібності, втік з особливої в'язниці ордена Білого Лотоса. Намагався викрасти Корру, коли вона була маленькою. Вбив царицю та ледве не вбив Кору отрутою . Зустрічається з Пілі
- Суїнь Бей Фонг — 45-48 вік.молодша донька Тоф Бей Фонг, маг землі. Має чоловіка, 4 синів та доньку Опал. В юності посварилась з Лін та завдала їй шраму на обличчі, через багато років вони помирились. Навчила Корру магії металу та витягла металічну отруту з неї, коли Захір намагався вбити її. Піклувалась про Кувіру, але та її зрадила та почала війну у царстві Землі.
- Опал —17-20 вік донька Суїнь, маг повітря. Зустрічається з Боліном у 3-4 книзі, хоча коли Болін вступив до Кувіри, посварилась з ним, але пробачила його.
- Вей і Вінг — близнюки, молодші сини Суїнь та маги металу.
- Батар старший — чоловік Суїнь.
- Батар молодший — син Суїнь, закоханий у Кувіру, що зрадила свою сім'ю.
- Хьюян — другий син Суїнь, маг металу та митець.
- Ізумі — донька Зуко та мати генерала Айро.
- Генерал Айро — 36-40 вік .онук Зуко, допомогає Команді Аватара, володіє блискавкою.
- Принц Ву — племінник цариці Землі, після її смерті йшов балотуватись на трон, владу захопила Кувіра. Передумав балотуватись; помічником принца став Мако у кінці 4 книги. Набридав своїм характером Коррі та Асамі.
- Кай 12-15 вік.хлопчик сирота який став магом повітря та крав гроші поки Мако та Болін не зустріли його . Так же він зустрічається з Джинорою.
- Варік та Джу Лі. Варік — багатий і харизматичний чоловік із Південного племені Води. Має помічницю Джу Лі, з якою одружився в кінці серіалу. Допомагав команді Аватара, хоча часто чинив і лихе. У 4 сезоні вступив до війська Кувіри.
- Кувіра — маг металу, диктаторка, хотіла захопити царство Землі. Зрадила Суїнь, яка про неї піклувалась .
- Айвей  Здав Кору Захіру.
- Рідні Мако і Боліна. Чоу знайшов у лавці з фруктами своїх племінників і відвіз їх до матері. Лі Лінг його дружина.Син Чоу молодший, Менг Менг донька , Ту син критикував свого двоюрідного Брата Мако за те що він брехав і зраджував Асамі І Корі був свідком його спогадів коли розказував принцу Ву .Та бабуся Інь казала теж він схож на свого діда .
- Еска та Десна — 16-19 вік .діти Уналака і двоюрідні сестра та брат Корри. Еска була закохана у Боліна і навіть хотіла одружитися з ним, однак Болін при пораді Мако покинув Еску. Еска звинуватила Корру і намагалась її знищити. Але коли дізналася, що батько злився з Вату, пробачила її. Болін після цього поцілував Еску, та все одне їх стосунки завершились. У 3 сезоні допомогає Зуко, щоб врятувати Аватара від банди Захіра.
- Хіроші Сато — 50-54 вік .багатій та батько Асамі. Вирішив помстись всім магам, коли його дружину  Ясуко вбили маги вогню.  Він вступив до Амона і брехав доньці, яка зустрічається з магом вогню і дружить з командою Аватара. Але Асамі не стала на бік батька та вирішила помститися, після цього він потратив до в'язниці. У 4 книзі він писав їй листи, щоб помиритись із нею, та віддав життя, щоб протистояти Кувірі.
- Інь —88-91 рік бабуся Мако і Боліна. Дізнається від них, що Сана і Наокі вже немає. Та вона показує фото їх батьків Наокі і Сана після Мако дарує їх червоний шарф свого батька. У неї є ще син і онуки.
- Тарлок — 37 років маг води і крові, брат Амона та син Якона. Володіє навіть не в повний місяць магією Крові.  Випробував магію на Коррі, коли та почала мстити за своїх друзів, які сидять у тюрмі. Та коли Амон позбавив його магії, дізнався, що він його брат. У кінці першої книги підірвав себе разом зі своїм братом.
- Рію - 22-25 хлопець із країни Землі став магом повітря але Коли прийшли Кора , Мако і Болін  його відвести у храм повітря не хотів з ними їхати тому що йому не цікава магія повітря та мати хотіла його скоріше відправити їм  але Кора намагалась його взяти силою Мако і Болін зупинили її. Пізніше приєднався до магів повітря.
- Якон — злодій, володів магією Крові не у повний місяць. Був засуджений Тоф та Соккою, позбавлений магії Аангом. Після цього зробив пластику, одружився з жінкою північного племені та навчив своїх синів магії Крові.
- Тріада потрійна погроза  . Злочинці та крадії Республіканського міста складаються із декількох осіб Води , Вогню , Землі. На них працював Мако і Болін у юному віці, Але знову один із банди запропонував Боліну гроші щоб працювати вони разом  ненавмисно потрапили до рук Амона ,Боліну вдалося врятуватись але той втратив магію води , пізніше Мако знову працював коли був поліціантом. щоб допомогти Асамі  дізнатись хто її пограбував компанію але сам сів за грати доки не приїхала Кора. Так у першої серії першого сезону . Кора впоралась з бандитами з допомогою Води , Землі І Вогню .Але коли побачила Лін затримала її разом з злочинцями .
- Вовки літучи кажани (Тано)  гравці проти команди вогнянів тхірків. Тано знущався над Корою що та програє з друзями мач. але Кора змогла постояти за себе при Болінє позвавши Нагу. Після останнього матчу його Амон позбав магії. Потім він він вибачився перед Корою і вона підтримала його після цього.
- Газан — маг Землі і лави, помічник Захіра. Завдяки йому магією лави оволодів Болін, щоб зупинити його.
- Пилі — дівчина Захіра, маг вогню та вибуху. Злодійка.
- Мінг Хуа — помічниця Захіра, маг води, не має рук. Померла, коли Мако націлив блискавку.
- Джинжер .  рудаволоса Кінозірка із південного племені води працює на Верика . В неї був закоханий Болін . Якому вона не відповіла взаємно але цілувалась з ним.
- Президент Райко Після  ізгнаня Кори і Мако Амона у Республіканському місті пройшли вибори. Він став президентом. Коли почалась громадянська війна між Південним і Північним плем'ям він був категорично проти допомогти Кори завдяки йому Мако її кинув заборонив Генералу Айро дорогим йї, та був незадоволений коли у місті виросли ліани звинуватив Кору . Був викрадений Варіком  та Болін врятував президента.
- Цариця Землі . Коли Кора і Асамі вирішили у пошуках магів повітря у на її землях вона була проти щоб вони забрали всіх людей які стали магами і вчились у Храмі бо вона вважає що це її слуги і вони повинні підкорятись її. Пізніше її вбив Захір .
- Катара 85-89 вік .Маг води і зцілення дружина  Аанга. Мати Тензіна , Бумі і Каї. Та бабуся Ікі Джинори Міло та Рохана. Навчила Кору всіма прийомами води (зцілювання) , та коли лікували її три роки після того як отруїв її Захір, навіть повернула життя Джинори після того як її ледве не вбив Уналак .
- Зуко 88-91 вік господар вогню . Після того як дізнався що Кора Аватар . Він Сока його племінник Тензін та батько Кори зупинили Червоний Лотос та ув'язнили їх . через 13 років Захір  став магом повітря та команда Захіра втекла з в'язниці. Тоді він З Тонраком  Еской і Десна відправились щоб знову  зупини Банду Захіра . Так же Зуко познайомився з Боліном і Мако .
- Дядя Айро дядько Зуко . Невідома коли помер але зустрів Кору у Світі духів , ще зустрів Тензіна , Бумі і їх сестру Каю
- Сокка  43 вік .брат Катари зустрічається у дев'ятої серії перший книги у спогадах Кори . Суд над Яконом .Так же його згадує Катара що його більше немає але не відомо коли помер,ще відомо що він зупинив банду Захіра.
- Тоф .86 вік (40-53 у минулому) Маг Землі та металу колишня шеф поліції. Має Двох доньок Лін , Суїнь від різних батьків але відомо що батько Лін на ім'я Канто . У дорослому житті затримала Якона , та її доньки посварились з одна з одної. У  Старості  жила на болоті там зустріла Кору та сказала що вона гірший аватар та намагалась відтягнути з неї метал . Має від Суїнь п'ять онуків Батар молодший зрадник , онука Опл маг повітря та Вей Вінг і Хуан. У серіалі не любить обійми та все бачить за допомогою ніг .
- Аанг  дата смерті 166. попередній Аватар до Кори .маг повітря . З минулого серіалу Аватар Останній Захисник . Повідомив Корі про  сина Якона Тарлока який використовує магію Крові у неповний місяць та повернув її всю магію після як втратила іза Амона . У другій книзі втрачає зв'язок з ним . Зі словами Зуко Аанг би пишався нею після того як вона відрадила нове покоління магів повітря.
- Ван. Перший аватар з яким зустрілась Кора у спогадах . Та розповів їй як він став аватаром  завдяки духу світла Рави ,за допомогою левів черепахів які давали магію вогню , повітря води та землі і як він відправив злого духа Вату на ще декілька століть . Поки не зв'язався Унолак та поєднавшись з Вату та знищів всіх аватарів до Кору і навіть самого Ванна.
- Рава  світлий дух  завдяки цьому духу . Почався цикл Аватара з якими можно володіти чотирма стихіями водою , землею вогнем повітрям . Рава у рави був ворог Вату . Ван допоміг  Раві  перемогти Вату заперти його через 10000 років . Та коли Ван помер . Рава перейшла у інше тіло  і переходе  нації у кожні тіла після смерті аватарів . Наприклад Киощі Земля , Року вогонь, Аанг повітря , Кора нація води та переходити у стан аватара. Але  Рава може поєднуватися з минулими аватарами поки Кора не втратила з ними зв'язок іза Унолака.
- Вату темний дух. Носить з собою темряву ворог Рави. Але Ван замкнув його  на 10000 років щоб рятувати Вату . Через декілька років Дядько Кори врятував Вату і поїднався з ним щоб зруйнувати Аватара і принести хаос . Завдяки Корі і Джинорі  вийшло подати Вату .

## Аватар
Цикл зміни Аватара являє собою наступний порядок:
- Плем'я Води
- Царство Землі
- Народ Вогню
- Повітряні кочівники

Під час подій, описаних в серіалі, втіленням Аватара є Корра. У кожного народу є спеціальні мудреці (старійшини), які можуть розпізнати майбутнього Аватара із самого дитинства. Повідомляють про це йому в переддень шістнадцятиріччя. Після цього Аватар має на багато років віддалитися від свого звичайного життя і присвятити себе підкоренню всіх інших стихій, оскільки власну він розвивав, будучи ще не посвяченим у свою справжню сутність. Підкорення стихій проходить в тому ж порядку, що і цикл Аватара. Це необхідно для того, щоб новий Аватар осягав усі премудрощі оволодіння і підкорення стихій в певній послідовності, порушення якої веде до тяжких наслідків як для нього самого, так і для оточуючих.

### Роль Аватара
- Роль Аватара полягає, в першу чергу, в збереженні балансу чотирьох націй. Він повинен запобігати будь-яким спробам однієї з націй до поневолення інших або звеличенню над ними. Будучи найсильнішим магом і володіючи справді унікальними здібностями, Аватар справляється зі своїм завданням. І тільки підступність окремих представників народів всесвіту Аватара здатна перешкодити збереженню балансу в світі.
- Також Аватар служить сполучною ланкою між світом людей і світом духів. Він здатний під час медитації переходити у світ духів, спілкуватися з ними, просити допомоги, поради. Духи, як правило, не сприймають конкретне втілення Аватара, а ставляться до нього, як до сутності, людське втілення якої не грає принципової ролі.
- З другого сезону глядачам стає зрозуміло, що Аватар — це злиття душі людини і великого духу світопорядку Рави.

### Стан Аватара
Стан Аватара — це захисний механізм, в якому перебуває нинішній Аватар, і призначений для того, щоб передати навички і знання попередніх Аватарів. Світіння, що виходить від Аватара, є відображенням потужної енергії всіх його минулих втілень, зосереджених в одному тілі. Викликавши дух Аватара, він стає найбільш сильним, але також і найбільш уразливим. Якщо одного разу Аватар буде убитий в цьому стані, то реінкарнаційне коло буде розірване, і Аватар припинить своє існування.
- Аватар Року (мультсеріал «Аватар: Останній захисник») 
Стан Аватара — це короткочасний перехід Аватара в особливий стан об'єднання всієї міці його попередніх втілень у теперішньому. У цьому стані Аватар винятково могутній, підкорення стихій відбувається на підсвідомому рівні. Також у цьому стані Аватар здатний викликати в наш світ духів і використовувати їх міць проти тих, хто посмів намагатися порушити баланс або загрожувати життю самого Аватара.
Перехід у стан Аватара відбувається в моменти будь-яких сильних переживань: страху, злості, скорботи, і є практично некерованим. Для того, щоб навчитися контролювати цей стан і перехід в нього, Аватару необхідно подолати кілька щаблів самопізнання та самоочищення. Він повинен відкинути свої звичайні переживання, страхи, сумніви, емоції, пристрасті — все, що якимось чином впливає на його внутрішню гармонію. Стан Аватара є квінтесенцією ідеї Аватара взагалі, так як в цей час в Аватарі об'єднуються знання та вміння всіх його колишніх втілень. При переході в стан Аватара виходити на перший план можуть і колишні особистості Аватара — як, наприклад, в Аанга на короткий час вселялися Кіоші та Року.
Головною слабкістю Аватара є те, що, будучи максимально сильним в стані Аватара, він одночасно вразливий і до найголовнішої небезпеки: якщо Аватар буде убитий в стані Аватара, то цикл перероджень припиниться, і Аватарів більше не буде з усіма витікаючими з цього наслідками. Смерть в звичайному стані приведе до народження нового Аватара згідно з циклом. Тому перехід у стан Аватара завжди є дуже складним, а Аватар, що оволодів їм, повинен завжди пам'ятати про ризик і свою відповідальність перед світом.

## Магія у Всесвіті Аватара
У кожному племені є особливі представники, які від природи володіють здібностями до управління своєю титульної стихією. Усе життя вони розвивають ці здібності, посилюють їх, удосконалюють навички. Існує чотири основні види магії. Існують також підвиди магій, які піддаються для вивчення лише тим магам, які добре вивчили основну магію.

### Основні види

#### Магія Землі
Воїни, які володіють Магією Землі, завжди дуже сильні і непоступливі, як сама земля. Відчуваючи свою вкоріненість у землю, черпаючи з неї сили, переважна більшість представників народу Землі навіть не носять взуття. Вони здатні витримати будь-яку атаку і мають здатність до тераформінгу. Магія Землі має яскраво виражений захисний стиль. Їх слабкість може полягати в тому, що для магії їм потрібна безпосередньо земля. Пізніше маги Землі навчилися керувати і металом, так як він — частина землі. Вчилися перші маги Землі біля гігантських кротоборсуків, які вміли керувати землею для пересування під нею. Спостерігаючи, люди навчилися повторювати це за ними.
- Відомі маги Землі: Кіоші (перша стихія), цар Бумі, Тоф, Су та Лін Бей Фонги, Болін, Кувіра, Газан та ін.

#### Магія Вогню
Магія Вогню — найагресивніша, войовнича стихія. За основу технік взято окінавське карате годзю рю, багато технік — з японського карате сетокан. Характерні риси — швидкі, точні атаки, сильні, потужні рухи, виконані з концентрацією. Присутність потужних ударів ногами і руками, точкові удари пальцями. Абсолютно всі удари, переміщення і блоки, захист (за винятком блискавки) присутні в окінавському годзю рю і японському сетокан. Енергія для управління вогнем походить від дихання, від внутрішньої енергії. Для Мага Вогню головне не зовнішня сила, а внутрішня міць, сила духу. Це атакувальний стиль. Вчителями Магів Вогню були дракони. Єдиною слабкістю магів Вогню є сонячне затемнення, під час якого вони втрачають свої здібності.
- Відомі маги Вогню: Ван (перша стихія), Року (перша стихія), Зуко, Азула, Мако, Пей Лі та ін.

#### Магія Повітря
Маги Повітря перейняли мистецтво підкорення стихії у літаючих бізонів, вони навчилися керувати повітряним потоком і змогли літати. Маг Повітря вміє ухилятися і повертати силу противника проти нього самого. Магія Повітря передбачає легкість, неспішність, вона не агресивна, направлена на пошук внутрішньої рівноваги. Підкорювачі Повітря відрізняються миролюбністю і спокоєм, вони не сприймають насильства. За часів аватара Аанга усі маги Повітря були також Повітряними Кочівниками, їх плем'я було першим, кого знищила армія Народу Вогню, так як Лорд Вогню Созін побоювався нової реінкарнації Аватара — мага Повітря. Більшість рухів нагадують розділ кунг-фу, стиль Багуачжан. Після смерті Аанга останніми магами Повітря залишилися його молодший син Тензін, а також Джинора, Іккі, Міло і Рохан. Після Гармонійного зближення з'явилися нові маги повітря
- Відомі маги Повітря: Янгчен (перша стихія), Аанг (перша стихія), Тензін, Джинора, Вай, Бумі та ін.

#### Магія Води
Магія Води є втіленням взаємодії між Океаном і Місяцем, духи яких символізують рівновагу. Головним учителем Магів Води є Місяць. З його допомогою вони знаходять найвищу міць, тому вночі маги Води сильніші, ніж зазвичай. А в повний місяць практично непереможні. Цей стиль бере початок від стилю кунг-фу Тайцзіцюань, основною філософією якого є бій без бою. Рухи максимально плавні. Також деякі маги води мають здібності цілителів.
- Відомі маги Води: Курук (перша стихія), Корра (перша стихія), Катара, Амон, Тонрак, Уналак, Кая, Мінг Хуа та ін.

### Підвиди

#### Підвиди Магії Землі

##### Магія Металу
Підвид Магії Землі, який дозволяє магу керувати металами. Вперше Магію Металу застосувала Тоф Бей Фонг, а через 70 років поліція Республіканського міста широко використовує Магію Металу як для упіймання злочинців, так і для пересування по місту. На спині поліцейського кріпляться спеціальні котушки з металевим кабелем, кінці якого пропускаються із зовнішнього боку рукава. Це використовується для знерухомлення злочинців і під час спуску з дирижабля. Дану систему розробила особисто Лін Бей Фонг, чинний начальник поліції Республіканського міста і донька Тоф. На додаток до власного дроту, поліція використовує більш товсті металеві кабелі, які натягнуті по всьому місту. Поліцейські можуть використовувати їх безпосередньо, ковзаючи по них, а також прикріпити до них свій кабель, щоб стрибнути на далеку відстань.
Магія Металу не діє на очищений метал (наприклад, платину).
- Відомі маги Металу: Тоф, Су і Лін Бей Фонги, Кувіра, Корра та ін.

##### Магія Лави
Підвид Магії Землі, яким протягом усього 3-го сезону вміє користуватися лише Газан — член банди Захіра, майстер магії землі і лави. Крім великої фізичної сили і традиційної магії землі, Газан також вміє розжарювати землю — будь-яку, як окремі камені, так і ділянки поверхні — до температури лави. Це дозволяє йому проводити потужні атаки, які можуть пропалювати все, що стоїть у нього на шляху. Однак у фінальних серіях 3-го сезону цією магією оволодіває і Болін, який вивчає її, рятуючись від атаки Газана.
- Відомі маги Лави: Газан, Болін.

#### Підвиди Магії Вогню

##### Магія Блискавки
Магія Блискавки — підвид Магії Вогню. Магія блискавки використовується як джерело енергії на підприємствах Республіканського міста. Магія Блискавки доволі рідкісна техніка. Частіше маги Вогню стають перенаправлювачами Блискавки. Такі маги вміють керувати блискавкою, але не вміють її створювати.
- Відомі маги Блискавки: Азула, Озай, Айро, Мако та ін.

##### Магія Вибуху
Підвид магії вогню, яким вміє користуватися Вогняний вбивця і Пей Лі. Створює вибухи (концентровані потоки полум'я) на відстані. Як правило, маги з такою навичкою наколюють собі татуювання на лобі у вигляді третього ока індуїстського бога Шиви. Пей Лі поліпшила навичку: її постріли більш швидкі, також потоки можуть повертати і за кути.
- Відомі маги Вибуху: Вогняний вбивця, Пей Лі.

#### Підвиди Магії Води

##### Магія Духів
Цю магію опанував Уналак і навчив їй Корру. Магія здатна заспокоїти духа, очистити його від пітьми. В Уналака були свої плани на Кору; він вирішив стати темним аватаром. Був переможений астральним духом Корри.
- Відомі маги Духів: Уналак, Корра.

##### Магія Крові
Навичка магії води, суть якої полягає в контролі крові в чужому тілі, а відповідно й дій іншої людини. Дуже рідкісні маги володіли такою здатністю. Вважалося, що використовувати магію крові можна тільки в повний місяць, коли сили магів води посилюються в кілька разів, але Якон, а також його сини Тарлок і Ноатак (пізніше Амон) могли використовувати цю магію в будь-який час. Пізніше Амон незрозумілим чином відкрив здатність позбавляти магів їх магії за допомогою магії Крові. Можливо, це досягається шляхом перекриття внутрішніх потоків ци, на відміну від блокування зовнішніх потоків (у разі використання Магії Енергії). Пізніше, завдяки Катарі, магія крові була заборонена, і використання цього виду магії на будь-якій живій істоті могло спричинити за собою позбавлення магії назавжди. Примітно, що за допомогою магії Енергії можна повернути здібності, забрані магією Крові.
- Відомі маги Крові: Хама, Катара, Тарлок, Амон та ін.

##### Зцілення
Зцілення — досить рідкісний дар, яким володіють деякі маги води. Вони можуть використовувати воду своєрідним каталізатором, за допомогою якого направляють цілющі потоки енергії ци всередині організму до хворого місця. Здатності мага до відновлення ран залежать і від води, яку він використовує.
- Відомі цілителі: Корра, Катара, Кая та ін.

#### Підвиди Магії Повітря

##### Магія Польоту
Навичка магії повітря, раніше відома як легенда про ченця, який вмів літати. З легенди в реальність її втілив Захір у передостанній серії 3 сезону. Для її активації потрібно відмовитися від усіх земних прив'язаностей. Ця техніка була винайдена одним із магів повітря на ім'я Лагхіма, що жив 4 тисячі років тому. Також відомо, що завдяки левітації він прожив 40 років не торкаючись землі.
- Відомі маги Польоту: Лагхіма, Захір.

##### Магія Енергії
Цей вид магії існував ще до появи елементальних магій і появи Аватара. Про її техніки нічого не відомо. Єдиною людиною-магом Енергії був Аватар Аанг, який пізніше передав цю навичку Коррі. Аанг навчився Магії Енергії у Лева-черепахи, стародавньої істоти, яка згадує і про інших істот-магів Енергії. Аанг використовував її проти Лорда Вогню Озая, забравши в нього здатності Мага Вогню. Перемогою Аанга закінчилася столітня війна. Сила і ефективність магії залежить від сили духу мага. Маг, що оволодів Магією Енергії, може позбавити суперника магії назавжди. Перший Аватар Ван отримав свої здібності завдяки Магії Енергії, від Левів-черепах. Їх було всього 4, як і націй.
- Відомі маги Енергії: Аанг, Корра.

## Об'єднана Республіка
Об'єднана Республіка націй або просто Об'єднана Республіка — держава, створена Аватаром Аангом і лордом Вогню Зуко після завершення Столітньої війни на місці колишніх колоній Народу Вогню. За задумом Аанга і Зуко, вона повинна була стати місцем, де маги і не-маги з різних націй жили б разом у мирі та гармонії. Столицею Об'єднаної Республіки є Республіканське місто (інший варіант перекладу назви — місто Республіка) — величезний мегаполіс, що розкинувся на березі затоки Юї.

## Цікаві факти
- У Республіканському місті популярні професійні бої між магами (англ. Probending), подібно боям між магами Землі в «Легенді про Аанга». Для постановки цих боїв в команду творців були запрошені фахівці зі змішаних єдиноборств.
- Багато видів Республіканського міста повторюють види довоєнного Нью-Йорка: загальна географія міста, Пам'ятний острів (прообразом якого став Острів Свободи). В обох містах є висотні будівлі схожої конструкції.
- Можна помітити, що у кожного персонажа колір очей залежить від його стихії. Так, наприклад, у магів Землі очі зеленого кольору, у магів Вогню — світло-карі, у магів Води — блакитного, а магів Повітря — сірого. Винятком є Джінора, дочка Тензіна. Будучи магом Повітря, вона має карі очі.
- Асамі озвучує Сейшел Гебріель, яка зіграла принцесу Юї у фільмі Останній Останній Володар стихій.
- Міст, розташований у Республіканському місті, називається Міст Шовкового шляху (по аналогії з Великим шовковим шляхом).
- Мультсеріал номінований на 40-ту премію «Енні» за двома номінаціями: «Найкращий анімаційний телепроєкт для дітей» (за 1-ю та 2-ю серію першої книги «Ласкаво просимо до Республіканського міста» та «Лист на вітру») і «Найкращий дизайн персонажів в анімаційному телесеріалі» (за першу серію).
- Пілотна серія — це серія мультсеріалу, яка була створена Майклом Данте Дімартіно і Браяном Конецько за допомогою Korean animation company, щоб представити свою ідею компанії Nickelodeon. Вона ніколи не демонструвалася на телеекрані, але була викладена як бонус до DVD з коментарями Майкла і Браяна. Безліч елементів з пілотної серії відрізняються від кінцевого варіанту, але деякі з них були перенесені цілком або із змінами в мультсеріал.
- Корра і Асами є бісексуальми персонажами. Обидві зустрічалися з Мако, який розбив їм серце.  У кінці серіалу входять у портал духів і починають свої романтичні стосунки.